# Viaggio sola
Viaggio sola – włoski komediodramat z 2013 roku w reżyserii Marii Sole Tognazzi. Film otrzymał sześć nominacji oraz jedną statuetkę David di Donatello, a także pięć nominacji i jedną nagrodę Nastro d’argento.

## Fabuła
Irene jest singielką w średnim wieku, która pracuje jako inspektor hotelowa, nazywana inaczej "tajemniczym gościem". Nieustannie odwiedza luksusowe hotele, udając samotnie podróżujące kobiety różnych zawodów i w różnych sytuacjach życiowych. Jej prawdziwym zadaniem jest drobiazgowa ocena wszystkich aspektów obsługi, zaś od jej raportów zależy miejsce hotelu w prestiżowych klasyfikacjach. Zawsze ujawnia się dopiero na sam koniec pobytu, przedstawiając swoje uwagi dyrektorowi obiektu. Taki tryb życia z jednej strony pozwala jej żyć znacznie wygodniej, niż pozwalają na to jej zarobki, gdyż w hotelach może korzystać ze wszystkich udogodnień, restauracji itd. na koszt swojego pracodawcy. Z drugiej strony ciągłe podróże nie służą życiu osobistemu. Do Irene stopniowo dociera, że tak naprawdę jest bardzo samotna. 

## Obsada
- Margherita Buy jako Irene
- Stefano Accorsi jako Andrea
- Fabrizia Sacchi jako Silvia
- Gianmarco Tognazzi jako Tommaso
- Alessia Barela jako Fabiana
- Lesley Manville jako Kate[1]

## Nagrody i nominacje
- Nastro d'argento
  - nagroda: najlepsza komedia
  - nominacje: najlepszy producent (Donatella Botti), najlepszy scenariusz, najlepsza aktorka (Margherita Buy), najlepsza aktorka drugoplanowa (Fabrizia Sacchi), najlepsze kostiumy
- David di Donatello
  - nagroda: najlepsza aktorka (Margherita Buy)
  - nominacje: najlepszy scenariusz, najlepsza aktorka drugoplanowa (Fabrizia Sacchi), najlepszy aktor drugoplanowy (Stefano Accorsi), najlepszy montaż[1]

## Produkcja i premiera
Zdjęcia do filmu realizowane były w marcu 2012 roku. Włoska i zarazem światowa premiera miała miejsce 24 kwietnia 2013 roku. 
Wszystkie hotele, które Irene odwiedza w filmie jako inspektorka, były autentyczne, zaś ekipie umożliwiono skorzystanie z ich prawdziwych wnętrz. Były to:
- Borgo Egnazia, Fasano
- Gstaad Palace, Gstaad
- Fonteverde Tuscan Resort & Spa, San Casciano dei Bagni
- Hotel Adlon Kempinski, Berlin
- Hôtel de Crillon, Paryż
- Palais Namaskar, Marrakesz[1]

Ponadto w filmie widać też ujęcia z hotelu The Puli Hotel & Spa w Szanghaju, który Irene odwiedza już prywatnie w finale.